# El reino
El reino (br: Vosso Reino) é uma série de televisão argentina de suspense dramático original criada por Marcelo Piñeyro e Claudia Piñeiro. A série é estrelada por Chino Darín, Nancy Dupláa, Joaquín Furriel, Peter Lanzani, Mercedes Morán e Diego Peretti. Estreou em 13 de agosto de 2021.
Logo após sua estreia, a Netflix renovou o programa para uma segunda e última temporada, que estreou em 22 de março de 2023.

## Elenco

### Principal
- Diego Peretti como Emilio Vázquez Pena
- Chino Darín como Julio Clamens
- Nancy Dupláa como Roberta Candia
- Joaquín Furriel como Rubén Osorio
- Peter Lanzani como Tadeo Vázquez
- Mercedes Morán como Elena Vázquez Pena

### Recorrente
- Vera Spinetta como Ana Vázquez Pena
- Nico García como Remigio Cárdenas
- Victoria Almeida como Magdalena Vázquez Pena
- Santiago Korovsky como Ramiro Calderale
- Patricio Aramburu como Pablo Vázquez Pena
- Alfonso Tort como Oscar
- Sofía Gala como Celeste
- Alejandro Awada como Procurador (Temporada 1)
- Mariana di Girolamo como Yaelí (Temporada 2)
- Diego Velázquez como Daniel Botardi (Temporada 2)
- Maite Lanata como Alejandra Orsi (Temporada 2)
- Juan Ingaramo como Bastián (Temporada 2)
- Agustín Aristarán como Lautaro (Temporada 2)
- Uriel Nicolás Díaz como Jonathan
- Martín López Lacci como Ramón (Temporada 2)
- Lucas D'Amario como Pedro Antunez (Temporada 2)